# ラサリーリョ・デ・トルメスの生涯
『ラサリーリョ・デ・トルメスの生涯、およびその幸運と不運』（スペイン語:La vida de Lazarillo de Tormes y de sus fortunas y adversidades）は、16世紀のスペインで出版された作者不明の中編小説。
下層階級出身で社会寄生的存在を主人公とし、一人称の自伝体で語られる写実主義的傾向を持った「ピカレスク小説」と呼ばれる小説の形式で書かれており、同時に最初のピカレスク小説とみなされている。また、スペイン文学者の長南実は『ラサリーリョ・デ・トルメスの生涯』について、ピカレスク小説の最初の、最高の傑作と評している。
あまり自慢にならない両親の間に生まれた主人公ラーサロ（Lázaro）と言う少年が親元を離れ、盲目の男を始めとした様々な主人に仕えるといった話が第七章まで一人称の自伝体で構成されている。スペインの繁栄の陰で、飢餓や貧困に苛まれる底辺社会の実相をペシミスティックに表現している。
2014年現在、現存する最古の『ラサリーリョ・デ・トルメスの生涯』の版は1554年にスペインのアルカラ・デ・エナーレス、ブルゴス及びベルギーのアントウェルペンの3つの都市で出版された三種類であるが、これらのうちアルカラ・デ・エナーレスで出版された版には「新たに増補せる第2版」と記してあることから、1554年よりも古い版があったことが推定されているものの発見には至っていない。
『ラサリーリョ・デ・トルメスの生涯』はピカレスク小説の嚆矢となり、それまでスペインで流行していた理想主義的傾向が強かった「騎士道物語」に対するパロディや反動として主に16世紀から17世紀にかけて階級を問わずスペインで大流行した。また、スペインに留まらず1560年にはフランス語訳で出版され、1576年には英語訳で出版されるなどヨーロッパ全土に流行をもたらした。

## 内容
主人公のラーサロ（愛称はラサリーリョ（Lazarillo））はサラマンカのテハーレスと言う村の出身で、父トメ・ゴンサーレスと母アントーナ・ペレスの第一子としてトルメス川の真ん中で生まれる。
しかしラーサロが8歳の頃、父が窃盗の容疑で逮捕されて母一人の手で育てられていたが、ある時盲目の男がラーサロを手引きとして引き取りたいと申し出、ラーサロは親元を離れて盲目の男の元で仕えることとなった。それ以後、第七章まで一章ずつ様々な主人にラーサロが仕えるといった話で物語が展開される。
全体の構成
- まえおき
- 第一話 ラーサロが身の上と、何者の子であったかを物語る
  - ラーサロの両親に関することや、ラーサロが最初に仕えた悪知恵が働く盲目の男[3][4]についての話が展開される。
- 第二話 ラーサロが一人の聖職者に仕えることになった次第と、その男と共に遭遇したことどもについて
- 第三話 ラーサロが一人の従士に仕えた次第と、主人と共に遭遇したことについて
  - 貧乏人であるが気位の高い従士[5]に仕える話が展開される。
- 第四話 ラーサロがメルセード会の修道士に仕えることになった次第と、彼と共に遭遇したことについて
- 第五話 ラーサロが一人の贖宥状売り（ブレーロ）に仕えることになった次第と、彼と共に遭遇したことどもについて
  - 人を欺く贖宥状（免罪符）売り[5]に仕える話が展開される。
- 第六話 ラーサロが一司祭（チャプレン）[注釈 4]に仕えることになった次第と、彼と共に遭遇したことについて
- 第七話 ラーサロが一人の捕方に仕えることになった次第と、彼と共に遭遇したことについて
  - Bailiffや大主教に仕える話が展開され、ラーサロは最終的に司祭に仕えていた女中と結婚し、トレドで「触れ役」と言う役職に就いて物語が終わる。

## 出版の禁止
『ラサリーリョ・デ・トルメスの生涯』は16世紀から17世紀にかけてピカレスク小説の原型となり、多くのスペイン市民に人気を博したが、教会に対する批判的部分がスペイン異端審問の忌諱に触れたため、一時的に禁書目録として1573年に第四話と第五話の一部分を削除した『処刑されたラサリーリョ』が出版されていた。しかし、その勢いは止まらず1560年にはフランス語訳で、1576年には英語訳で、1579年にオランダ語訳で、1617年にはドイツ語訳で、そして1622年にはイタリア語訳で各地に出版された。

## 作者について
『ラサリーリョ・デ・トルメスの生涯』の作者について不明であるが、このことについては異端審問で訴えられるのを恐れたため匿名で出版したか、その他の動機があったなどと推定される。なおスペイン文学者の桑名一博は作者についてユダヤ教かイスラム教から改宗した「新キリスト教徒」とする説と推定している。
作者について、18世紀のはじめこそ『グラナダ戦記（Guerra de Granada）』を著したスペインの歴史家ディエゴ・ウルタード・デ・メンドーサが暫定的に作者とされメンドーサ名義で出版されてきた版もあるが、19世紀末になるとメンドーサ説は完全に消え去った。また、同国の僧職にあったフアン・デ・オルテガと言う人物が書いたと言う説もあるが定かではない。

## その後の影響
スペイン文学者の会田由は『ラサリーリョ・デ・トルメスの生涯』について、スペインの司祭フアン・ルイスが著した『よき愛の書』と1499年に発刊された同国出身の作家フェルナンド・デ・ロハスが著した『ラ・セレスティーナ』の影響を受けていることは明らかだと指摘している。　
『ラサリーリョ・デ・トルメスの生涯』はフランス語訳や英語訳に訳され、ヨーロッパに大きな影響をもたらしたが、その後スペインでは従来の「騎士道物語」や「牧人小説」からピカレスク小説に人気が移って行く。同国の作家マテオ・アレマンは1599年に『悪者グズマン・デ・アルファラーチェの生涯（Vida y del Picaro Guzmán de Alfarache）』の第一部を著し、1604年に第二部を発表した。また、同国出身の作家でスペイン黄金世紀に活躍したフランシスコ・デ・ケベードは『ドン・パブロスの生涯』と言う作品を著し、ピカレスク小説はケベードやミゲル・デ・セルバンテスまで受け継がれた。
『ラサリーリョ・デ・トルメスの生涯』の続編として1989年にノーベル文学賞を受賞した同国の作家カミーロ・ホセ・セラは『ラサリーリョ・デ・トルメスの新しい遍歴』と言う作品を書いており、有本紀明が翻訳を担当し、講談社から発売されている。

## 日本語訳
- 会田由訳『ラサリーリョ・デ・トルメスの生涯』（岩波文庫、1941年、改版1972年、新版2010年）
- 藤井昇訳『ラサリーリョ・デ・トルメスの生涯』（大学書林・語学文庫、1992年）
- 牛島信明訳『ラサリーリョ・デ・トルメスの生涯』（「スペイン中世・黄金世紀文学選集6　ピカレスク小説名作選」国書刊行会、1997年）
- 岡村一訳『ラサリーリョ・デ・トルメスの人生』（水声社、2018年）

## その他
13世紀のフランスで書かれたとされる作者不明の演劇『少年と盲人』は『ラサリーリョ・デ・トルメスの生涯』に於けるラサロと盲目の男と言う設定が前者の作品と内容が酷似している。
1960年6月24日から7月5日にかけてベルリンで行われた第10回ベルリン国際映画祭に於いてスペインの映画監督セサル・フェルナンデス・アルダビンが監督を務めた『ラサリーリョ・デ・トルメスの生涯』（1959年放映）は同年の金熊賞を受賞している。また、2001年には同国出身の映画監督ホセ・ルイス・ガルシア・サンチェスと俳優のフェルナンド・フェルナン・ゴメスが監督を務めた『Lázaro de Tormes』が放映された。

## ギャラリー

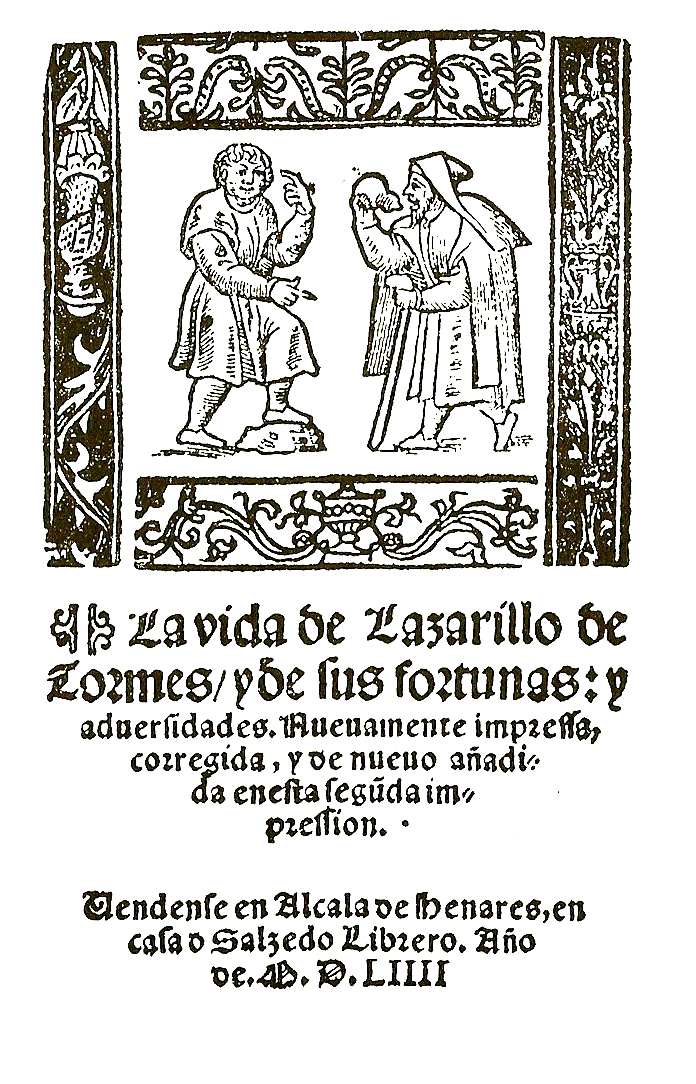
アルカラ・デ・エナーレスで出版された著書
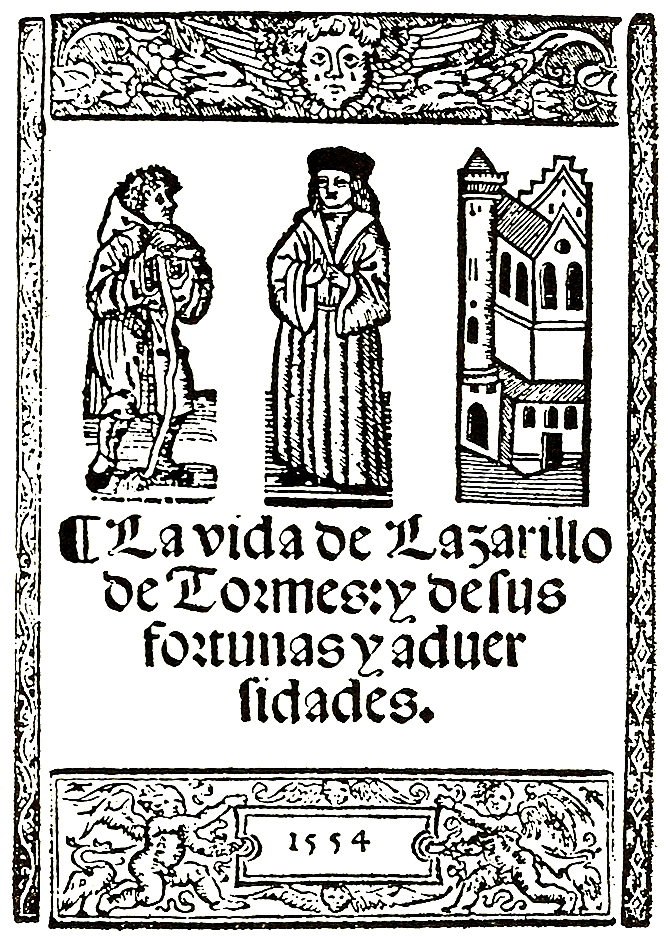
ブルゴスで出版された著書
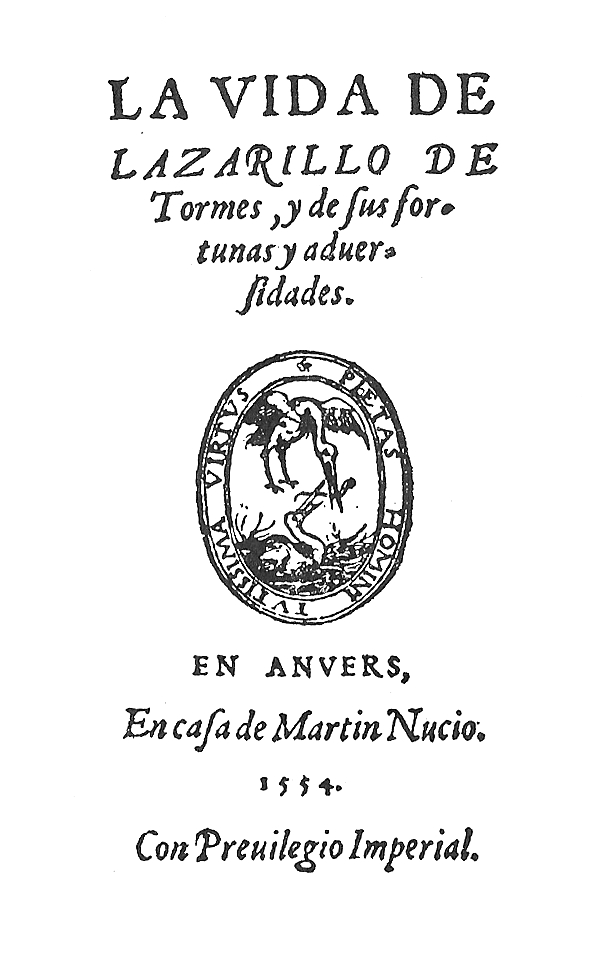
アントウェルペンで出版された著書
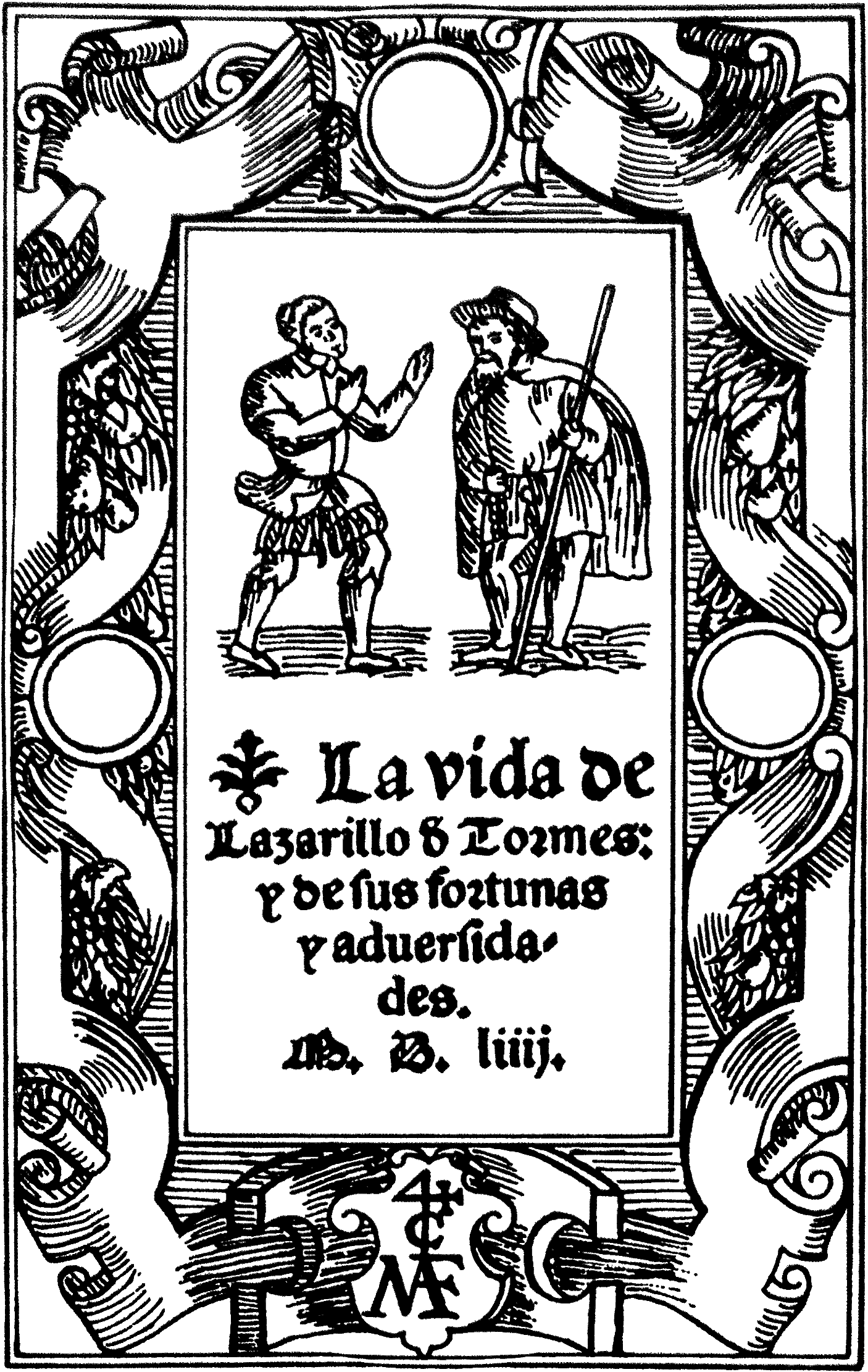
メディナ・デル・カンポで出版された著書